# Alisa Antipina
Alisa Borisovna Antipina (nacida en el año 1938]) es una exjugadora de baloncesto rusa. Consiguió 3 medallas en competiciones oficiales con URSS.